# Радужный удав
Радужный удав, или абома (лат. Epicrates cenchria) — неядовитая змея из рода гладкогубых удавов семейства ложноногих.

## Описание
В длину радужный удав достигает до 2 м, но обычно 150—170 см. Основной фон окраски от коричневого до красноватого и палевого с крупными светлыми пятнами окруженными темными кольцами вдоль спины. На боках тёмные пятна меньшего размера со светлой полулунной полосой сверху. По бокам у самого брюха по ряду ещё более мелких тёмных пятен. В лучах солнца чешуя с необычайно сильным металлическим блеском переливается всеми цветами радуги, особенно при движении змеи. Новорожденные удавы также пятнистые.

## Места обитания
Обитает в тропических лесах Южной Америки в Венесуэле, Бразилии, Колумбии, Боливии, Перу, Французской Гвиане, северной Аргентине, Парагвае, Тринидаде и Тобаго. Встречается чаще всего вблизи водоёмов. Отлично плавает. Населяет острова на Амазонке. Питается птицами и млекопитающими.

## Размножение
Радужный удав является живородящим пресмыкающимся. Беременность длится 5 месяцев, по истечении которых самки рождают от 8 до 15 детёнышей длиной около полуметра. Молодые удавы начинают активно питаться через 10—20 дней после первой линьки. Успешно содержится и размножается в террариумах зоопарков и любителей по всему миру.

## Подвиды
В настоящее время выделяют 2 подвида радужного удава (Epicrates cenchria):
- E. cenchria cenchria — Бразильский радужный удав[3]
- E. cenchria polylepis